# 갈리아 전쟁
갈리아 전쟁(라틴어 : Bellum Gallicum, 영어: Gallic War)은 기원전 58년에 시작해 기원전 51년에 끝난 로마 공화정과 갈리아 부족간의 전쟁이다.
기원전 58년 율리우스 카이사르는 갈리아 키살피나, 일리리아, 프로빈키아의 총독으로 임명되었다. 로마는 당시 갈리아의 독립 켈트족 부족국가들과 교역 및 외교관계를 맺고 있었다.
하이두이족은 당시 세콰니족, 헬베티족, 게르만족의 압박을 심하게 받고 있었다. 헬베티족은 대서양에 면한 산토니족의 영토로 이주하기 위해 프로빈키아 속주를 지날 것을 카이사르에게 요청했으나 거절당해 하이두이족과 세콰니족의 영토를 지나려 했다. 이에 하이두이족이 카이사르에게 도움을 요청해 전쟁이 시작되었다.
카이사르는 이후 7년이라는 짧은 기간 동안 갈리아 전역을 장악하고 로마의 속주로 만들었다. 전쟁 자체는 8년째, 기원전 51년까지 계속되었으나 알레시아 공방전의 결과로 전쟁은 실질적으로 끝났으며, 기원전 51년은 전후처리에 가깝다고 보는 것이 일반적이다. 갈리아 전쟁에 대한 1차 사료로는 카이사르의 저작 《갈리아 전쟁기》가 남아 있다.

## 전쟁 상황

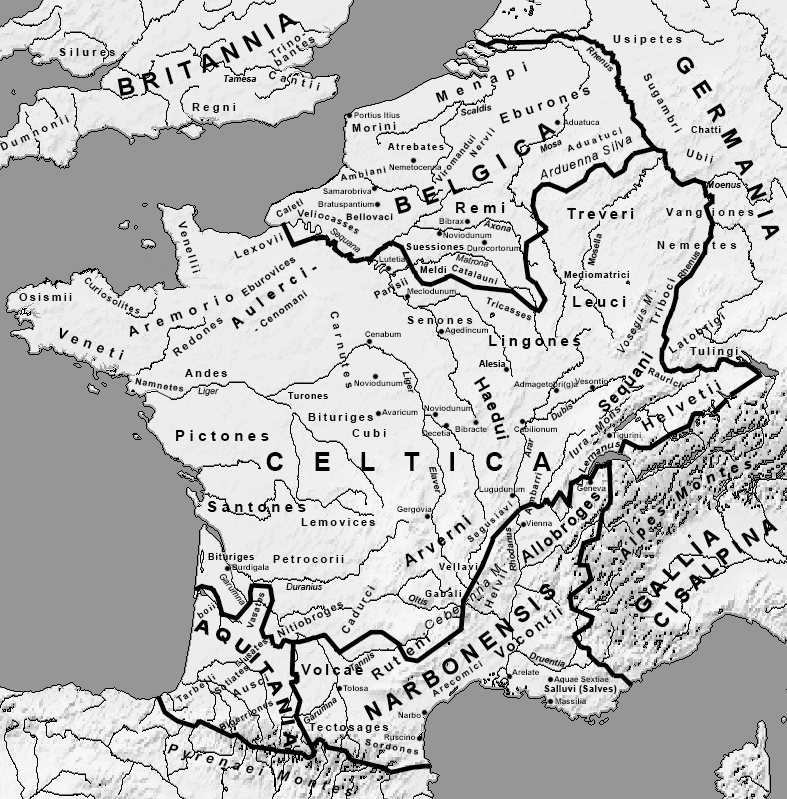
전쟁당시 갈리아의 지도

### 전쟁 1년째:기원전 58년
기원전 58년 카이사르가 갈리아 키살피나, 프로빈키아, 일리리아의 3개 로마 속주의 총독으로 임지에 도착했다. 게르만족에게 밀려난 헬베티족은 스위스 레만호 동쪽연안에서 아르모리카 지방으로 민족의 대이동을 시작했다. 그들은 하이두이족에게 길을 내달라고 하고 카이사르에게 통과를 요청했으나 카이사르는 허가하지 않았다. 카이사르는 헬베티족의 12만 명정도가 라인강을 건너오자 하이두이족과 공동으로 전쟁을 개시했다. 손강 유역에서 헬베티족을 기습하고, 달아나는 헬베티족을 쫓아 비브락테 전투에서 승리하고 강화를 맺었다.
헬베티족과 전투 이후 갈리아인들은 게르만 부족 중 하나인 수에비족을 물리쳐 달라고 카이사르에게 부탁했다. 카이사르는 수에비족의 수장 아리오비스투스와 협상을 시작했으나 브장송에서 협상을 결렬되고 수에비족과 전투를 벌여 승리했다. 카이사르는 브장송에 겨울 숙영지를 짓고 라인강을 로마의 방위선으로 결정했다.

### 전쟁 2년째:기원전 57년
기원전 57년 카이사르는 다시 한번 갈리아인들 사이의 내부부족의 투쟁에 개입했다. 로마군은 갈리아 북동부 경계선까지 진출하여 레미족과 동맹을 맺고 벨가이의 여러부족과 전투를 벌였다. 벨가이인(현재의 벨기에)은 약 30만 명으로 수에시오네스족의 족장 갈바를 중심으로 로마군에 맞섰다. 카이사르는 센강을 건너 벨가이인들과 여러차례 전투를 벌였다. 카이사르는 수에시오네스족을 물리치고 벨로바키족, 암비아니족과 차례로 강화를 맺은 다음 지금의 벨기에 영토인 갈리아 북동부를 평정하였고 크라수스의 아들 푸블리우스 크라수스에게 대서양 연안의 부족을 평정하게 하였다.
이리하여 갈리아 전체가 평화로워 졌고 카이사르는 겨울 숙영지를 갈리아 중서부 (현재의 오를레앙)에 잡았다.

### 전쟁 3년째:기원전 56년
카이사르는 제1차 삼두정치의 주인공들인 크라수스, 폼페이우스와 차례로 만난 이른바 "루카회담"에서 다시한번 삼두정치의 방향을 정하였다.
그 사이 베네티족을 비롯한 갈리아 서부의 부족들이 로마에 반기를 들었고 카이사르는 브르타뉴 지방으로 이동했다. 데키무스 브루투스가 이끄는 로마 해군 선단이 베네티족의 함대 220척을 격파하여 베네티족을 완전히 괴멸시켰다.
한편 카이사르의 부하 장수들도 곳곳에서 카이사르대신 전과를 올렸다. 라인강에서는 티투스 라비에누스가, 노르망디는 사비누스, 아키텐에서는 청년 크라수스가 각각 승리하였다. 카이사르는 노르망디에서 겨울 숙영지를 설치했다.

### 전쟁 4년째:기원전 55년
기원전 55년 카이사르는 라인강으로 진격하여 우시페테스족과 텐크테리족을 쳐부수었다. 오늘날의 독일 본과 쾰른사이의 중간지점에서 다리를 놓아 처음으로 라인강을 넘어 수감부리족을 공격하고 우비족과 화평을 맺었다.
이후 서부로 방향을 돌려 제1차 브리타니아 원정에 나섰다. 그때까지 브리타니아는 일부 지방을 제외하고는 로마에게 미지의 땅이었다. 카이사르는 도버해협을 건너 브리타니아로 건너갔는데 해안가에서 브리타니아인들의 공격을 받았고 격전을 치렀지만 완전히 제압하지는 못하고 다시 갈리아로 돌아왔다.
한편 카이사르는 아버지 크라수스를 따라 시리아로 원정을 떠나는 크라수스에게 기병 1,000을 주어 보내고 아미앵에서 겨울을 보냈다.

카이사르의 갈리아 전쟁 상황도

### 전쟁 5년째:기원전 54년
기원전 54년 카이사르는 제2차 브리타니아 원정을 계획하였다. 그전에 트리베리족을 복속시키고 브리타니아를 침공했다. 브리타니아인들은 게릴라 전술로 공격했고 카이사르는 템즈강을 건너 쳐들어가서 브리타니아의 카시벨라우누스와 강화를 맺고 가을에 갈리아로 돌아왔다.
한편 그 해, 갈리아에서는 밀의 수확이 예년에 훨씬 못미쳤다. 카이사르는 군단을 여덞개로 분산하여 겨울을 보내기로 하고 각각 부하장군들에게 나누어 월동했는데 그중의 한군데에서 15개 대대 9,000명의 병사가 에부로네스족의 족장, 암비오릭스의 계략에 말려들어 몰살했다. 이 소식이 알려지자 네르비족과 아투아투키족도 로마에 반기를 들었고 6만 명의 벨가이족 군대가 퀸투스 툴리우스 키케로의 겨울 숙영지를 포위하고 공격했다. 카이사르는 즉각 군단을 모아 키케로를 구하러 달려갔고 반란부족을 격파했다. 카이사르는 다시 아미앵에서 겨울을 보냈다.

### 전쟁 6년째:기원전 53년
카이사르는 반란을 일으킨 네르비족을 제압한 후 파리에서 갈리아 부족장 회의를 주재하였다. 이때 참석하지 않은 부족을 반란부족으로 간주하여 압박했고 결국 세노네스족과 카르누테스족의 복종을 받았다. 이로써 배후를 강화한 카이사르는 역시 불온한 움직임을 보이던 트레베리족을 라비에누스에게 격파하게 하고 합류하였다.
카이사르는 다리를 만들어 두 번째로 라인강을 넘어갔으나 깊숙이 추격하지는 않았다. 게르만족과 전면전을 벌이지 않고 다시 돌아와 진지를 짓고 6,000명을 라인강 서쪽에 에 주둔시켰다. 암비오릭스를 쫓아 북쪽으로 추격했으나 결국 붙잡지는 못하고 돌아와 랭스에서 부족장 회의를 다시 주재하고 반란군 주동자를 처형하였다.

### 전쟁 7년째:기원전 52년
기원전 52년 카르누테스족이 오를레앙의 로마인을 살해하고 로마에 반기를 들었고 아르베르니족의 족장이된 베르킨게토릭스가 갈리아 부족의 총궐기를 호소하여 갈리아 부족 대부분이 로마에 반기를 들었다. 카이사르는 프로빈키아에서 갈리아 중부로 달려가 모든 군단을 모아 반기에 맞섰다. 카이사르는 보르주에서 농성하는 갈리아군을 격파하지만 게르고비아에서는 성공하지 못하고 철수했다. 이 틈을 타서 갈리아 부족은 카이사르에게 전투를 걸었지만 카이사르는 이들을 격파하였고 베르킨게토릭스는 알레시아 요새에서 6만 명의 병력으로 농성하였다.
카이사르는 알레시아에 포위망을 구축하지만 갈리아 부족 연합의 20만이 넘는 대군이 포위망을 다시 포위하여 안팎의 적을 상대해야했다. 9월에 벌어진 알레시아 공방전에서 카이사르는 격전을 치르고 갈리아부족 포위군을 격파하였다. 베르킨게토릭스는 무기를 버리고 카이사르에 투항하였다. 카이사르는 군단을 다시 여덟 군데로 나누어 겨울을 나게하고 자신은 하이투이족의 영토에서 숙영했다. 이로써 사실상의 갈리아 전쟁은 막을 내렸다.

### 전쟁 8년째:기원전 51년
그 겨울 동안 카이사르는 《갈리아 전쟁기》 7권을 간행했다. 전쟁 8년째에는 알레시아 공방전이후 전후처리를 하여 모든 부족을 로마에 복속시켰다. 카이사르는 갈리아를 로마화하고 속주세를 정액제로 바꾸었다.

## 같이 보기
- 갈리아의 부족들